# Embrach
Embrach é uma comuna da Suíça, situada no distrito de Bülach, no cantão de Zurique. Tem 12,72 km² de área e sua população em 2018 foi estimada em 9.436 habitantes.